# МВО (футбольний клуб)
Футбольний клуб МВО або просто МВО (рос. Футбольный клуб Московский военный округ Москва) — професіональний радянський футбольний клуб з міста Москва.

## Хронологія назв
- 1938—1949: МВО Москва
- 1950—1952: Команда міста Калініна
- 1953: МВО Москва

## Історія
Заснований у 1938 році, клуб представляв військову команду Московського військового округу. У тому ж році команда стартувала в розіграші Кубку СРСР.
У 1945 році клуб дебютував у Другій групі чемпіонату СРСР, в якій виступав до 1949 року. У 1950 році команда переїхала до міста Калінін і під назвою «Команда міста Калініна» виступала в чемпіонаті РРФСР. У 1951 році зайняла перше місце в Класі Б. У тому ж році команда дійшла до фіналу Кубку СРСР, в якому поступилася московському ЦСКА. У 1952 році стартувалв у Класі А, в якій зайняла 6-е місце. Сезон 1953 року клуб розпочав зі старою назвою МВО Москва, але по завершенні 6-о туру, в травні 1953 року був розформований (після смерті Сталіна), а його результати — анульовані.

## Досягнення
- Клас А СРСР (фінальний турнір)
- 6-е місце (1): 1952

- Кубок СРСР
  -  Фіналіст (1): 1951

- Клас Б СРСР
  -  Чемпіон (1): 1951

## Відомі гравці
- Валентин Ніколаєв
- Юрій Нирков
- Костянтин Крижевський
- Сергій Шапошников